# إيفان مودي
إيفان مودي (بالإنجليزية: Ivan Moody)‏ هو ملحن بريطاني، ولد في 1 يونيو 1964 في لندن في المملكة المتحدة.

## وصلات خارجية
- إيفان مودي على موقع ميوزك برينز (الإنجليزية)
- إيفان مودي على موقع ديسكوغز (الإنجليزية)